# Parti hongrois des travailleurs
Ne doit pas être confondu avec Parti des communistes de Hongrie, Parti communiste hongrois ou Parti socialiste ouvrier hongrois.

Drapeau du Parti hongrois des travailleurs.

Le Parti hongrois des travailleurs (hongrois : Magyar Dolgozók Pártja, prononcé [ˈmɒɟɒɾ ˈdolgozoːk ˈpaːɾcɒ], MDP) était un parti politique né en 1948 de la fusion du Parti communiste hongrois, du Parti social-démocrate de Hongrie et du Parti agrarien hongrois. Se réclamant du marxisme-léninisme, il fut au pouvoir en République populaire de Hongrie du début du régime jusqu'en 1956.
Utilisant la « tactique du salami », le dirigeant communiste Mátyás Rákosi élimine progressivement ses adversaires politiques, son mouvement prenant peu à peu le pouvoir au sein de la République de Hongrie, s'appuyant sur la police secrète l'Autorité de protection de l'État (AVH) créée par le ministre de l'Intérieur László Rajk et suscitant la division au sein des autres partis politiques, par le biais de l'entrisme. 
En 1948, les agrariens, puis les sociaux-démocrates, sont contraints de fusionner avec les communistes pour fonder le Parti hongrois des travailleurs, proclamé au mois de juin. Aux élections de 1949 est présentée une liste unique sous l'égide du Front populaire indépendant hongrois, coalition entre le Parti des travailleurs et les autres partis dont l'existence demeure tolérée, qui obtient 95,6 % des suffrages.
Avant même la formation officielle du régime communiste, le parti connaît des purges. László Rajk, rival potentiel de Mátyás Rákosi et animateur d'une tendance « nationale » au sein du parti, est arrêté le 30 mai 1948, accusé de titisme : il sera exécuté en  octobre 1949. János Kádár et d'autres cadres du parti sont également arrêtés, Mátyás Rákosi faisant régner un régime de terreur. Sous l'égide du Parti des travailleurs, la Hongrie est un régime de type stalinien particulièrement répressif. 
En 1953, néanmoins, la Hongrie connaît une période de relatif dégel avec l'arrivée au pouvoir d'Imre Nagy, qui remplace Mátyás Rákosi comme chef du gouvernement. Mátyás Rákosi demeure néanmoins chef du parti, et mène une campagne contre Imre Nagy, qui omet de son côté d'organiser sa propre tendance et est évincé dès 1955. La dissidence contre Mátyás Rákosi s'organise néanmoins au sein du parti. En 1956, la déstalinisation amène la chute de Rákosi, destitué en juillet sur ordre de l'Union soviétique et remplacé par son numéro deux, Ernő Gerő. László Rajk et d'autres victimes des purges sont réhabilités en octobre.
L'insurrection de Budapest porte un coup fatal au parti, dont certains cadres choisissent le camp des insurgés, tandis que d'autres comme János Kádár se rallient à Moscou. Le parti est décimé, une proportion non négligeable de ses cadres étant emprisonnée. János Kádár forme un nouveau gouvernement aligné sur l'Union soviétique et recrée le parti sous la forme du Parti socialiste ouvrier hongrois, qui restera au pouvoir en République populaire de Hongrie jusqu'en 1989.